# Cosimo Corsi
Cosimo Corsi (Florença, 10 de junho de 1798 - Villa di Agnano, 7 de outubro de 1870) foi um cardeal e arcebispo católico italiano

## Biografia
Nascido em uma família nobre florentina, do Marquês Giuseppe Antonio Corsi e Maddalena della Gherardesca, ele abraçou o estado eclesiástico em 1815. Obteve um diploma em direito canônico em Roma em junho de 1818.
Foi ordenado sacerdote em 1821. Em 1825 tornou-se secretário da Congregação dos Subsídios e em 1835 decano dos auditores do Tribunal da Sacra Rota.
No consistório de 24 de janeiro de 1842 foi elevado pelo Papa Gregório XVI ao posto de cardeal com o título de Santos João e Paulo.
Em 20 de janeiro de 1845 foi nomeado bispo de Jesi e em 26 de janeiro do mesmo ano foi consagrado bispo pelo cardeal Ludovico Micara. No ano seguinte, participou do conclave que elegeu o Papa Pio IX.
Ele se tornou arcebispo de Pisa em 19 de dezembro de 1853, mantendo o cargo até sua morte.
Opositor decidido da unificação da Itália, em 19 de maio de 1860 foi preso pelos Carabinieri, por ordem de Cavour, por ter proibido cantar o Te Deum na festa do Estatuto em 13 de maio e levado para Turim. A prisão foi julgada arbitrária porque a legislação leopoldina ainda estava em vigor na Toscana, que não exigia que o clero celebrasse solenemente feriados civis, mas a prisão foi realizada de acordo com o código penal piemontês de 1859, que punia o clero pela '"Recusa indevida de ofícios próprios" .. Em pouco tempo foi libertado e pôde retomar seu episcopado.
Entre 1860 e 1866 ajudou o partido federalista-católico ligado aos jornais Pátria e Firenze e a personalidades como Eugenio Alberi.
Participou do Concílio Vaticano I. Durante o Concílio, em abril de 1870, foi o promotor (junto com o Cardeal Morichini e o Cardeal Pecci) de uma petição - assinada pela maioria dos bispos da Itália central e apoiada por vários cardeais da Cúria com cargos gerenciais no Concílio - que se propunha seguir o esquema original dos trabalhos da assembléia sem antecipar a discussão do dogma sobre a infalibilidade papal, para não deteriorar as relações com a minoria dos padres conciliares anti-infalibilistas. Por vontade última de Pio IX, esse pedido não foi aceito, no entanto, pois a intensificação das tensões internacionais que levaram à eclosão da guerra franco-prussiana anunciava o fim antecipado do Concílio (assim como a retirada da guarnição francesa de Roma e a queda do Estado Pontifício), circunstâncias que ocorreram nos meses imediatamente seguintes.
Morreu na vila de Agnano aos 72 anos e foi sepultado temporariamente na capela da vila. O governo italiano opôs-se ao seu enterro na catedral de Pisa  que só poderia ter lugar em toda a sua solenidade a 30 de Junho de 1898 .